# 1512 w polityce

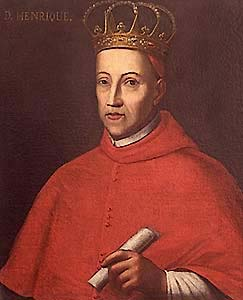
Henryk I Kardynał

Wydarzenia polityczne w 1512 roku.

## Urodzili się
- 31 stycznia Henryk I, kardynał i król Portugalii w latach 1578-1580, ostatni władca z dynastii Avizów[1][2].

## Zmarli
- 5 października Zofia Jagiellonka, córka Kazimierza IV Jagiellończyka (ur. 1464)[3].